# Henry Wingfield
Sir Henry Wingfield of Orford (* um 1440; † 1493) war ein englischer Ritter.

## Leben
Sir Henry war ein jüngerer Sohn von Sir Robert Wingfield of Letheringham und Elizabeth Goushill und ein Bruder von Sir John Wingfield of Letheringham.
Er kämpfte während der Rosenkriege für das Haus York und Eduard IV. am 4. Mai 1471 bei der Schlacht von Tewkesbury und erhielt vor Ort durch König Eduard IV. den Ritterschlag als Knight Bachelor.
Sir Henry wurde zum Gouverneur of Orford Castle ernannt und zählte auch zu den geladenen Gästen bei der Krönung von Richard III. und Königin Anne Neville.
Sir Henry starb 1493/94.

## Ehe und Nachkommen
Sir Henry war in erster Ehe mit Alice Seckford und in zweiter Ehe mit Elizabeth, Tochter des Sir Robert Rokes, verheiratet. Aus der zweiten Ehe entstammen folgende Nachkommen:
- Thomas Wingfield;
- Robert Wingfield.